# Bužinija
Bužinija är en ort i Kroatien.   Den ligger i länet Istrien, i den västra delen av landet, 190 km väster om huvudstaden Zagreb. Bužinija ligger 79 meter över havet och antalet invånare är 467.
Terrängen runt Bužinija är huvudsakligen platt, men österut är den kuperad. Havet är nära Bužinija åt sydväst. Runt Bužinija är det ganska glesbefolkat, med 27 invånare per kvadratkilometer. Närmaste större samhälle är Poreč, 12,9 km söder om Bužinija. Omgivningarna runt Bužinija är en mosaik av jordbruksmark och naturlig växtlighet.